# 北海道函館稜北高等学校
北海道函館稜北高等学校（ほっかいどうはこだてりょうほくこうとうがっこう、英: Hokkaido Hakodate Ryouhoku High School）は、かつて北海道函館市にあった公立（道立）の高等学校。北海道函館西高等学校への再編統合により、2021年3月31日で閉校した。

## 概要
1983年（昭和58年）4月に北海道函館市元町にある旧函館白百合学園高等学校校舎（現専修学校ロシア極東大函館校校舎）で開校した。この校舎は函館白百合学園高等学校が北海道函館市山の手に移転した後、北海道函館西高等学校が校舎改築のため仮校舎として改造使用したもので、北海道函館西高等学校の改築工事が完了し元の地へ移転した後、本校が初代校舎として使用し開校した。1984年（昭和59年）8月には函館市石川町に本校校舎が完成し移転。2013年（平成25年）で創立30周年を迎えた。
2016年（平成28年）6月に北海道教育委員会から、北海道函館西高等学校（北海道函館市元町）への統合が盛り込まれた公立高校適正配置計画案が示された。これにより2019年（平成31年）年度から生徒募集停止となり、2021年（令和3年）3月31日で閉校した。
閉校日以降、卒業台帳等の書類保管先（各種証明書の申請先）は、北海道函館西高等学校となる。

## 沿革
- 1982年（昭和57年）- 北海道函館西高等学校内に開校準備室を設置。
- 1983年（昭和58年）- 北海道函館稜北高等学校発足。
- 1985年（昭和60年）- 校舎落成。
- 1995年（平成7年） - 校歌編曲完成。
- 2013年（平成25年）- 開校30周年記念式典挙行。
- 2019年（平成31年）- 生徒募集停止。北海道函館西高等学校へ再編統合。本校内に北海道函館高等支援学校が開校。
- 2020年（令和2年）- 閉校記念式典挙行。
- 2021年（令和3年）- 3月31日閉校。

## 北海道函館西高等学校への統合と本校の閉校について
```
本校の統合先であり、事実上の存続校である「北海道函館西高等学校」の表現について混乱が生じるため、本項では、2019年3月31日までのものを「（旧）北海道函館西高等学校」と、 2019年4月1日からのものを「（新）北海道函館西高等学校」と表現している。
```

- 統合日は、2019年（平成31年）4月1日である。
- 母体校及び統合後の使用校舎は、（旧）北海道函館西高等学校（北海道函館市元町7番地17号）である。
- 統合日以降、本校在校生及び卒業生の学籍は（新）北海道函館西高等学校へ転籍せず、北海道函館稜北高等学校のままとなった。従って本校在校生は、統合日以降も本校校舎に本校生徒として在籍通学し、本校生徒として卒業した。
- （旧）北海道函館西高等学校に在籍している生徒は、統合日以降、（旧）北海道函館西高等学校の校舎に（新）北海道函館西高等学校の生徒として在籍通学し、（新）北海道函館西高等学校の生徒として卒業した。
- 2019年度（平成31年度）は第2学年と第3学年が、2020年度（令和2年度）は第3学年のみが在校生となった。
- 本校卒業生は「一般財団法人稜北財団北海道函館稜北高等学校同窓会」へ入会し、（旧）北海道函館西高等学校の卒業生は「北海道函館西高等学校つゝじヶ丘同窓会」へ入会していた。（新）北海道函館西高等学校の卒業生は、「北海道函館西高等学校つゝじヶ丘同窓会」へ入会する。統合日以降、両校の同窓会は統合せず独立している。
- 北海道立学校の設置は「北海道立学校条例（昭和39年北海道条例第41号）」に基づく。平成30年第3回北海道議会定例会では、両校統合に関わる加筆修正が加えられない改正条例案が提出され可決した（議案第10号「北海道立学校条例の一部を改正する条例案」2018年（平成30年）10月10日原案可決）。つまり統合日以降も、同条例に両校名が記されていることから、条例上は両校が独立して存在していた。そして令和2年第3回北海道議会定例会では、本校名を廃止のために削る旨が記された改正条例案（議案第11号「北海道立学校条例の一部を改正する条例案」2020年（令和2年）10月2日原案可決）が提出され可決した。よって統合後の学校名は、母体校の「北海道函館西高等学校」が継続することになった。
- 北海道教育委員会や本校及び（旧）北海道函館西高等学校としては、両校を「再編統合」とし、（新）北海道函館西高等学校を「統合新設校」と表現しているが、以上の理由から事実上の「本校の閉校」と「北海道函館西高等学校の存続」という形となった。
- （新）北海道函館西高等学校の校章、校歌、校訓、制服は、（旧）北海道函館西高等学校のものから一新された。また「学年制」のよる全日制課程普通科から「単位制」による全日制課程普通科に変更された。間口数（学級数）は、両校を合わせた6間口となった。一方で（新）北海道函館西高等学校の学校行事や部活動は、（旧）北海道函館西高等学校のものを踏襲する形となった。
- 2019年（令和2年）4月1日から本校内に、知的障がい者の教育を行う「北海道函館高等支援学校」が開校した。本校が閉校した2021年（令和3年）3月31日までは両者が同居し、本校閉校後は校舎と敷地を北海道函館高等支援学校へ引き渡した。統合日以降、校舎には高等支援学校に対応するための改修工事が行われた。

## 出来事
- 2006年（平成18年）5月に当時のラグビー部部長の教諭が自動車を運転中に当て逃げをし、更に飲酒運転が発覚したため逮捕された。
- 2006年に全国で高等学校必履修科目未履修問題が表面化し、本校も当時の3年生193名が公民分野の「倫理」の授業を履修せず、代わりに「日本史」や「政治・経済」を履修していた。成績表には「倫理」を履修したとし、北海道教育委員会へ虚偽の報告をしていた。これにより当時の田端明雄校長が訓告処分、当時の教頭が厳重注意処分を受けた。
- 2010年（平成22年）度入学試験で、募集人員200名に対し合格者が199名と定員割れ状態となったため、開校以来初の二次募集が行われた。
- GLAYのHISASHIとTAKUROの出身校である。開校20周年式典では、HISASHIとTAKUROによるオリジナルのビデオレターが送られ、上映された。また2018年8月に函館で行われた野外ライブ「GLAY × HOKKAIDO 150 GLORIOUS MILLION DOLLAR NIGHT vol.3」に、閉校となる後輩たちのためにチケットを提供した[1]

## 著名な卒業生
- HISASHI （ミュージシャン、GLAY）
- TAKURO （ミュージシャン、GLAY）
- 吉田直樹（ゲームクリエイター、スクウェア・エニックス取締役）
- 齊藤亘胤（タレント、料理人、Local Revolution ）
- 敦森蘭（漫画家）
- 南野雪花（小説家、漫画原作者）
- ダブルグッチー（お笑いコンビ）

## 最寄りの交通機関
- JR桔梗駅より、徒歩40分